# Júpiter y Tetis
Júpiter y Tetis es un cuadro de Jean Auguste Dominique Ingres. Pintado en Roma en 1811, se conserva en el Museo Granet de Aix en Provence. La obra fue criticada por su audaz composición. Adquirido el cuadro por el estado francés en 1834, François Marius Granet lo transfiere en depósito al museo de Aix-en-Provence, donde se encuentra desde entonces.

## Tema
Ingres se inspiró en el relato mítico según lo narra Homero en el primer canto de la Ilíada:

Tetis implora a Zeus en favor de su hijo Aquiles «ciñéndole con una mano las rodillas y rozando el mentón con la otra».

La nereida Tetis, atendiendo la demanda de su hijo Aquiles, suplica a Zeus (dios griego del que es equivalente el romano Júpiter), el mayor de todos los dioses olímpicos, que haga vencer a los troyanos frente a los aqueos. Para obtener su favor, le recuerda la ocasión en que había sido encadenado por Hera, Poseidón y Atenea en un intento de derrocarlo, y que fue ella, Tetis, quien invocó entonces a Briareo y a los demás Hecatónquiros para que acudieran en su auxilio.
Es un tema también abordado por pintores como el ruso Anton Losenko o el suizo Julien de Parme.

## La obra
Zeus, representado en posición de majestad, con el águila que recuerda uno de sus atributos iconográficos a su izquierda, la nereida Tetis en posición sumisa y suplicando al dios, mientras su mano izquierda coge su barbilla. En la distancia, la esposa celosa de Zeus, Hera, observa la escena.